# Gran Premio motociclistico del Sudafrica 1999
Il Gran Premio motociclistico del Sudafrica 1999 corso il 10 ottobre, è stato il quattordicesimo Gran Premio della stagione 1999 e ha visto vincere: la Yamaha di Max Biaggi nella classe 500, Valentino Rossi nella classe 250 e Gianluigi Scalvini nella classe 125.

## Classe 500

### Arrivati al traguardo
| Pos | Nº | Pilota                   | Squadra                    | Motocicletta | Giri | Tempo     | Griglia | Punti |
| --- | -- | ------------------------ | -------------------------- | ------------ | ---- | --------- | ------- | ----- |
| 1   | 2  | Max Biaggi               | Marlboro Yamaha            | Yamaha       | 28   | 45:24.602 | 2       | 25    |
| 2   | 15 | Sete Gibernau            | Repsol Honda               | Honda        | 28   | +4.822    | 3       | 20    |
| 3   | 3  | Àlex Crivillé            | Repsol Honda               | Honda        | 28   | +5.138    | 6       | 16    |
| 4   | 8  | Tadayuki Okada           | Repsol Honda               | Honda        | 28   | +10.432   | 1       | 13    |
| 5   | 14 | Juan Bautista Borja      | MoviStar Honda Pons        | Honda        | 28   | +14.187   | 5       | 11    |
| 6   | 4  | Carlos Checa             | Marlboro Yamaha            | Yamaha       | 28   | +14.282   | 7       | 10    |
| 7   | 9  | Nobuatsu Aoki            | Suzuki Grand Prix          | Suzuki       | 28   | +22.636   | 14      | 9     |
| 8   | 24 | Garry McCoy              | Red Bull Yamaha WCM        | Yamaha       | 28   | +33.224   | 13      | 8     |
| 9   | 6  | Norick Abe               | Antena 3 Yamaha-D'Antin    | Yamaha       | 28   | +41.357   | 11      | 7     |
| 10  | 19 | John Kocinski            | Kanemoto Nettaxi Honda     | Honda        | 28   | +44.052   | 9       | 6     |
| 11  | 5  | Alex Barros              | MoviStar Honda Pons        | Honda        | 28   | +56.083   | 8       | 5     |
| 12  | 26 | Haruchika Aoki           | F.C.C. TSR                 | TSR-Honda    | 28   | +56.443   | 15      | 4     |
| 13  | 17 | Jurgen van den Goorbergh | Biland GP1                 | Muz Weber    | 28   | +57.117   | 10      | 3     |
| 14  | 55 | Régis Laconi             | Red Bull Yamaha WCM        | Yamaha       | 28   | +59.166   | 12      | 2     |
| 15  | 31 | Tetsuya Harada           | Aprilia Grand Prix Racing  | Aprilia      | 28   | +59.290   | 17      | 1     |
| 16  | 68 | Mark Willis              | Buckley Systems BSL Racing | Modenas KR3  | 28   | +1:06.003 | 16      |       |
| 17  | 25 | José Luis Cardoso        | Maxon TSR                  | TSR-Honda    | 28   | +1:11.108 | 24      |       |
| 18  | 35 | Anthony Gobert           | Biland GP1                 | Muz Weber    | 28   | +1:17.861 | 19      |       |
| 19  | 22 | Sébastien Gimbert        | Tecmas Honda Elf           | Honda        | 28   | +1:18.332 | 20      |       |
| 20  | 52 | David de Gea             | Proton KR Modenas          | Modenas KR3  | 28   | +1:25.564 | 18      |       |
| 21  | 37 | Steve Martin             | Dee Cee Jeans Racing       | Honda        | 28   | +1:25.971 | 22      |       |
| 22  | 10 | Kenny Roberts Jr         | Suzuki Grand Prix          | Suzuki       | 27   | +1 giro   | 4       |       |

### Ritirati
| Nº | Pilota         | Squadra           | Motocicletta | Giri | Griglia |
| -- | -------------- | ----------------- | ------------ | ---- | ------- |
| 21 | Michael Rutter | Millar Honda      | Honda        | 9    | 23      |
| 20 | Mike Hale      | Proton KR Modenas | Modenas KR3  | 5    | 21      |

## Classe 250

### Arrivati al traguardo
| Pos | Nº | Pilota           | Squadra                      | Motocicletta | Giri | Tempo     | Griglia | Punti |
| --- | -- | ---------------- | ---------------------------- | ------------ | ---- | --------- | ------- | ----- |
| 1   | 46 | Valentino Rossi  | Aprilia Grand Prix Racing    | Aprilia      | 26   | 42:57.870 | 6       | 25    |
| 2   | 56 | Shin'ya Nakano   | Chesterfield Yamaha Tech 3   | Yamaha       | 26   | +1.913    | 2       | 20    |
| 3   | 19 | Olivier Jacque   | Chesterfield Yamaha Tech 3   | Yamaha       | 26   | +3.862    | 4       | 16    |
| 4   | 4  | Tōru Ukawa       | Shell Advance Honda          | Honda        | 26   | +4.131    | 3       | 13    |
| 5   | 1  | Loris Capirossi  | Elf Axo Honda Gresini        | Honda        | 26   | +19.739   | 1       | 11    |
| 6   | 12 | Sebastián Porto  | Semprucci Biesse-Group       | Yamaha       | 26   | +23.224   | 9       | 10    |
| 7   | 7  | Stefano Perugini | Fila Watches Honda           | Honda        | 26   | +26.461   | 7       | 9     |
| 8   | 37 | Luca Boscoscuro  | Polini                       | TSR-Honda    | 26   | +28.366   | 11      | 8     |
| 9   | 14 | Anthony West     | Shell Advance Honda          | TSR-Honda    | 26   | +37.644   | 13      | 7     |
| 10  | 21 | Franco Battaini  | FGF Battaini Racing          | Aprilia      | 26   | +42.837   | 10      | 6     |
| 11  | 24 | Jason Vincent    | Padgetts HRC Shop            | Honda        | 26   | +45.558   | 12      | 5     |
| 12  | 11 | Tomomi Manako    | Yamaha Kurz Aral             | Yamaha       | 26   | +51.489   | 5       | 4     |
| 13  | 66 | Alex Hofmann     | Racing Factory               | TSR-Honda    | 26   | +57.309   | 16      | 3     |
| 14  | 36 | Masaki Tokudome  | Dee Cee Jeans Racing         | TSR-Honda    | 26   | +57.544   | 14      | 2     |
| 15  | 10 | Fonsi Nieto      | Antena 3 Yamaha-D'Antin      | Yamaha       | 26   | +1:35.573 | 21      | 1     |
| 16  | 79 | Shane Norval     | Help Hire Bike Assist/Phakis | Honda        | 26   | +1:42.183 | 20      |       |
| 17  | 16 | Johan Stigefelt  | Edo Racing                   | Yamaha       | 25   | +1 giro   | 24      |       |
| 18  | 17 | Maurice Bolwerk  | Rizla Honda                  | TSR-Honda    | 25   | +1 giro   | 15      |       |
| 19  | 80 | Adrian Coates    | QUB Team Optimum             | Aprilia      | 25   | +1 giro   | 18      |       |
| 20  | 32 | Markus Barth     | Yamaha Kurz Aral             | Yamaha       | 25   | +1 giro   | 23      |       |

### Ritirati
| Nº | Pilota          | Squadra              | Motocicletta | Giri | Griglia |
| -- | --------------- | -------------------- | ------------ | ---- | ------- |
| 41 | Jarno Janssen   | Rizla Honda          | TSR-Honda    | 24   | 17      |
| 58 | Matias Rios     | PR2 Mitsubishi       | Aprilia      | 15   | 22      |
| 23 | Julien Allemand | Tecmas Honda Elf     | TSR-Honda    | 4    | 19      |
| 18 | Scott Smart     | Sabre Docshop Racing | Aprilia      | 3    | 25      |
| 6  | Ralf Waldmann   | Aprilia Germany      | Aprilia      | 0    | 8       |

### Non partito
| Nº | Pilota       | Moto   | Griglia |
| -- | ------------ | ------ | ------- |
| 15 | David García | Yamaha | 26      |

## Classe 125

### Arrivati al traguardo
| Pos | Nº | Pilota               | Squadra                  | Motocicletta | Giri | Tempo     | Griglia | Punti |
| --- | -- | -------------------- | ------------------------ | ------------ | ---- | --------- | ------- | ----- |
| 1   | 8  | Gianluigi Scalvini   | Inoxmacel Fontana Racing | Aprilia      | 24   | 41:41.665 | 1       | 25    |
| 2   | 21 | Arnaud Vincent       | C.C. Valencia            | Aprilia      | 24   | +0.660    | 4       | 20    |
| 3   | 13 | Marco Melandri       | Benetton Playlife        | Honda        | 24   | +0.844    | 2       | 16    |
| 4   | 15 | Roberto Locatelli    | Vasco Rossi Racing       | Aprilia      | 24   | +8.084    | 6       | 13    |
| 5   | 23 | Gino Borsoi          | Semprucci Biesse-Group   | Aprilia      | 24   | +17.277   | 15      | 11    |
| 6   | 16 | Simone Sanna         | Polini                   | Honda        | 24   | +17.667   | 3       | 10    |
| 7   | 41 | Yōichi Ui            | Festina-Derbi            | Derbi        | 24   | +22.769   | 11      | 9     |
| 8   | 5  | Lucio Cecchinello    | Givi Honda LCR           | Honda        | 24   | +23.794   | 14      | 8     |
| 9   | 44 | Alessandro Brannetti | Future Strategies        | Aprilia      | 24   | +24.187   | 16      | 7     |
| 10  | 10 | Jerónimo Vidal       | C.C. Valencia            | Aprilia      | 24   | +35.785   | 9       | 6     |
| 11  | 17 | Steve Jenkner        | Marlboro Team ADAC       | Aprilia      | 24   | +38.565   | 20      | 5     |
| 12  | 22 | Pablo Nieto          | Festina-Derbi            | Derbi        | 24   | +39.264   | 13      | 4     |
| 13  | 29 | Ángel Nieto Jr       | Via Digital Team         | Honda        | 24   | +50.228   | 18      | 3     |
| 14  | 4  | Masao Azuma          | Benetton Playlife        | Honda        | 24   | +53.917   | 8       | 2     |
| 15  | 1  | Kazuto Sakata        | M.T.P. - Team Pileri     | Honda        | 24   | +54.458   | 19      | 1     |
| 16  | 11 | Max Sabbatani        | Matteoni Racing          | Honda        | 24   | +54.733   | 21      |       |
| 17  | 18 | Reinhard Stolz       | Polini                   | Honda        | 24   | +56.884   | 23      |       |
| 18  | 9  | Frédéric Petit       | Racing Moto Sport        | Aprilia      | 24   | +1:00.750 | 22      |       |
| 19  | 94 | Levy Beaumont        | Polini                   | Honda        | 24   | +1:39.377 | 25      |       |

### Ritirati
| Nº | Pilota          | Squadra              | Motocicletta | Giri | Griglia |
| -- | --------------- | -------------------- | ------------ | ---- | ------- |
| 7  | Emilio Alzamora | Via Digital Team     | Honda        | 11   | 12      |
| 26 | Ivan Goi        | Matteoni Racing      | Honda        | 11   | 7       |
| 6  | Noboru Ueda     | Givi Honda LCR       | Honda        | 11   | 5       |
| 32 | Mirko Giansanti | Kappa Racing         | Aprilia      | 10   | 10      |
| 24 | Robbin Harms    | Mayer-Rubatto Racing | Aprilia      | 9    | 26      |
| 12 | Randy de Puniet | Scrab Competition    | Aprilia      | 7    | 24      |
| 54 | Manuel Poggiali | Kappa Racing         | Aprilia      | 6    | 17      |

### Non qualificato
| Nº | Pilota         | Moto  |
| -- | -------------- | ----- |
| 93 | Robert Portman | Honda |